# 自動車盗
自動車盗（じどうしゃとう）は、自動車の窃盗のことを指し、警察白書では窃盗の一形態に分類される。自動車等の積荷や車両内から現金や品物を盗むことは車上狙いにあたるので同記事を参照のこと。

## 日本における自動車盗

### 統計による窃盗の実態
| 年   | 認知件数 |
| ---- | -------- |
| 1967 | 35,466   |
| 1968 | 40,455   |
| 1969 | 47,563   |
| 1970 | 45,054   |
| 1971 | 38,009   |
| 1972 | 32,556   |
| 1973 | 29,418   |
| 1974 | 30,704   |
| 1975 | 32,318   |
| 1976 | 31,185   |
| 1977 | 31,827   |
| 1978 | 32,052   |
| 1979 | 31,772   |
| 1980 | 32,298   |
| 1981 | 33,452   |
| 1982 | 33,462   |
| 1983 | 34,714   |
| 1984 | 35,319   |
| 1985 | 34,781   |
| 1986 | 34,518   |
| 1987 | 32,951   |
| 1988 | 33,936   |
| 1989 | 35,877   |
| 1990 | 34,167   |
| 1991 | 35,366   |
| 1992 | 34,740   |
| 1993 | 35,648   |
| 1994 | 34,725   |
| 1995 | 35,730   |
| 1996 | 33,722   |
| 1997 | 34,489   |
| 1998 | 35,884   |
| 1999 | 43,092   |
| 2000 | 56,205   |
| 2001 | 63,275   |
| 2002 | 62,673   |
| 2003 | 64,223   |
| 2004 | 58,737   |
| 2005 | 46,728   |
| 2006 | 36,058   |
| 2007 | 31,790   |
| 2008 | 27,668   |
| 2009 | 25,960   |
| 2010 | 23,970   |
| 2011 | 25,238   |
| 2012 | 21,319   |
| 2013 | 21,529   |
| 2014 | 16,104   |
| 2015 | 13,821   |
| 2016 | 11,655   |
| 2017 | 10,213   |
| 2018 | 8,628    |
| 2019 | 7,143    |
| 2020 | 5,210    |
| 2021 | 5,182    |
| 2022 | 5,734    |
| 2023 | 5,762    |
| 2024 | 6,080    |

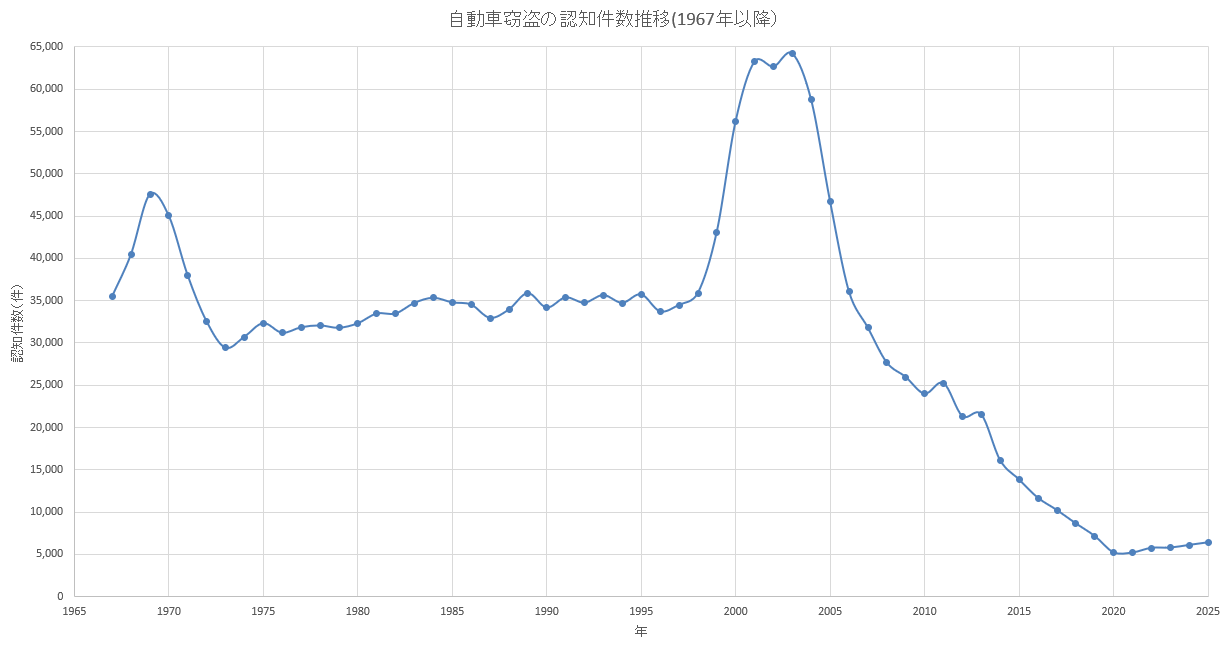
自動車窃盗の認知件数推移(1967年以降）

法務省と警察庁の統計データより、1967年～2024年の認知件数は、1967年～1969年にかけて急増し、4万7,563件となったが、1970年～1973年にかけて減少し、1973年は2万9,418件と3万件を切った。しかし、翌年の1973年～1998年は、3万～3万6千件の間で増減を繰り返していたが、1999年～2003年にかけて、急激に増加し、2003年は6万4,223件と統計のある1967年以降の数値で最多となった。そして2003年をピークに減少し、2021年は5,182件と1967年以降最少の件数となったが、2022年以降は2019年コロナウイルス対策の行動制限緩和により外出する人が増加し、人と出会う機会が増えたことをきっかけに増加して2024年は6,080件となり3年連続増加している。
警察庁の2023年の統計データより、自動車10万台当たり7.3台であった。また、自動車のエンジンキー（イグニッションキー）が、メインスイッチ（イグニッションスイッチ）に差し込まれていたままか、運転席又はその周辺に放置された状態で盗難に遭ったものは、全認知件数の約4分の1(1,506件)であり、残りの約4分の3(4,256件） は、そのような状態で無いにも関わらず、盗難に遭っている。
被害額別では、200万未満が全認知件数の約43.3%を占めていた。また、2014年 - 2023年の間で、被害額300万以上の比率が増え(2014年：約12.0%→2024年：約38.0%)、逆に200万未満の比率が減少している(2014年：約69.1 %→2024年：約43.3%)傾向があり、段々と盗難する対象が高級車（高額車）へと変わりつつある。そして、盗難自動車が戻ってきた確率は、約25.2
%であった。また、自動車のエンジンキー（イグニッションキー）が、メインスイッチ（イグニッションスイッチ）に差し込まれていたままか、運転席又はその周辺に放置された状態で盗難に遭った自動車は約50.7%、そうでない状態の場合は約16.2%であり、前者の方が還ってくる確率が高い。
そして、警察等に認知されていない犯罪の件数（暗数）を含めて実際の犯罪実態を調べる目的で2000年以降数年に1回行われる法務省の2019年犯罪被害実態調査により、自動車盗難にあったと答えた自動車所有者の割合は、2018年中に被害が遭ったと回答した者の割合は0.0 %、2014年 - 2018年の間に遭ったと回答した者の割合の場合は、0.2 %であった。また、この調査は2000年以降5回行われているが、被害に遭う割合は一貫して1 %未満となっており、2019年犯罪被害実態調査では、今までの調査の中で最も低い被害率であった。(5年以内被害率　2000年:0.7 %→2004年:0.7 %→2008年:0.9 %→2012年:0.9 %→2019年:0.2 % )
そして、被害を警察に届け出た割合は約85.7%であった。しかし、残りは調査回答者本人だけでなく家族にも被害に遭ったかのかを含めて質問しているためか無回答であり、かつ保険会社へ盗難に対する補償を申請する為、警察に届け出なければならず、暗数になりにくいため、通常は殆どない。そのためか2024年犯罪被害実態調査では、被害率が低いのも相まって対象とされていない。
また、自動車盗難で検挙された者の年齢層は、20代と40代で745人中でそれぞれ171人と169人あり、約23.0%と約22.7%を占めていたが、10万人当たりの検挙人員では、14 - 19歳の未成年・20代がそれぞれ約1.3人と他の年齢層よりも高く、20代に関しては人口比と実数共に高かった。
イモビライザーなどの盗難防止装置が普及しているが、これらの装備が標準化されている高級車に盗難対象がシフトした原因として、スマートキーやController Area Network（CAN）やスペアキーを瞬時で作成できるキーエミュレーター（通称ゲームボーイ）を利用する専用ツールが犯罪者の間で売買されるようになり、利益が出る高級車を素早く盗めるようになったことが考えられる。対策としてはハンドルやタイヤを物理的にロックするなど原始的な手法が有効とされる 。

### 自動車盗難事故実態調査
日本損害保険協会は、自動車にまつわる盗難の保険事故をまとめたデータを公開している。2023年の自動車盗難件数は全国で5,762件で、最も盗難件数が多い都道府県は千葉県の746件となっている。
かつて2020年まで茨城県は、ワースト1であった。ワーストになる背景として、地域の監視機能が量も質も不足している(「田畑に囲まれてポツンとある広い家にクルマが2～3台並んでいる」と表現するくらい住宅が密集されていない環境ゆえ目が届きにくいうえ、高度経済成長期以降移住した住民が多いため古くから住んでいる人が多い地域よりも監視機能が弱い)ことに背景があることを指摘されている。
|            | 車体盗難         | 車体盗難                      | 車体盗難             | 車体盗難                | 車体盗難                | 車上狙いの被害品                   | 車上狙いの被害品                   | 車上狙いの被害品                   | 車上狙いの被害品                   | 車上狙いの被害品                              |
| 調査年月   | 第1位            | 第2位                         | 第3位                | 第4位                   | 第5位                   | 第1位                              | 第2位                              | 第3位                              | 第4位                              | 第5位                                         |
| ---------- | ---------------- | ----------------------------- | -------------------- | ----------------------- | ----------------------- | ---------------------------------- | ---------------------------------- | ---------------------------------- | ---------------------------------- | --------------------------------------------- |
| 2000年11月 | ランドクルーザー | セルシオ                      | クラウン             | アリスト                | ベンツ                  | ---                                | ---                                | ---                                | ---                                | ---                                           |
| 2001年11月 | クラウン         | ランドクルーザー              | セルシオ             | ベンツ                  | アリスト                | ---                                | ---                                | ---                                | ---                                | ---                                           |
| 2002年11月 | クラウン         | ランドクルーザー              | セルシオ             | - セドリック - グロリア | ベンツ                  | ---                                | ---                                | ---                                | ---                                | ---                                           |
| 2003年11月 | ランドクルーザー | クラウン                      | ハイエース           | セルシオ                | マークⅡ                 | オーディオ                         | カーナビ                           | 金銭・カード（ETCカード除く）      | バッグ類                           | タイヤ･ホイール                               |
| 2004年11月 | ランドクルーザー | マークⅡ                       | クラウン             | RAV4                    | ハリアー                | カーナビ                           | オーディオ                         | バッグ類                           | 金銭・カード（ETCカード除く）      | 外装部品（バンパー・ドアミラー等）            |
| 2005年11月 | ランドクルーザー | ハリアー                      | マークX              | クラウン                | RAV4                    | カーナビ                           | オーディオ                         | バッグ類                           | 外装部品（バンパー・ドアミラー等） | - 金銭・カード（ETCカード除く） - CD･MD･DVD等 |
| 2006年11月 | ランドクルーザー | マークX                       | ハリアー             | RAV4                    | - ハイエース - クラウン | カーナビ                           | 外装部品（バンパー・ドアミラー等） | バッグ類                           | オーディオ                         | 金銭・カード（ETCカード除く）                 |
| 2007年11月 | ハイエース       | ハリアー                      | ワゴンR              | マークX                 | ランドクルーザー        | カーナビ                           | バッグ類                           | 金銭・カード（ETCカード除く）      | 外装部品（バンパー・ドアミラー等） | CD・ND・DVD等                                 |
| 2008年11月 | ハイエース       | ワゴンR                       | マークX              | ランドクルーザー        | セルシオ                | カーナビ                           | 外装部品（バンパー・ドアミラー等） | バッグ類                           | タイヤ・ホイール                   | 金銭・カード（ETCカード除く）                 |
| 2009年11月 | ハイエース       | - セルシオ - ランドクルーザー | - ワゴンR - クラウン | マークＸ                | タント                  | カーナビ                           | 外装部品（バンパー・ドアミラー等） | バッグ類                           | 金銭・カード（ETCカード除く）      | タイヤ・ホイール                              |
| 2010年11月 | ハイエース       | セルシオ                      | ランドクルーザー     | サーフ                  | クラウン                | カーナビ                           | 外装部品（バンパー・ドアミラー等） | バッグ類                           | 金銭・カード（ETCカード除く）      | タイヤ・ホイール                              |
| 2011年11月 | ハイエース       | セルシオ                      | ランドクルーザー     | クラウン                | プリウス                | カーナビ                           | バッグ類                           | 外装部品（バンパー・ドアミラー等） | タイヤ・ホイール                   | 金銭・カード（ETCカード除く）                 |
| 2012年11月 | ハイエース       | クラウン                      | セルシオ             | プリウス                | ランドクルーザー        | カーナビ                           | バッグ類                           | タイヤ・ホイール                   | 外装部品（バンパー・ドアミラー等） | 金銭・カード（ETCカード除く）                 |
| 2013年11月 | ハイエース       | プリウス                      | ランドクルーザー     | セルシオ                | クラウン                | カーナビ                           | 外装部品（バンパー・ドアミラー等） | バッグ類                           | タイヤ・ホイール                   | 金銭・カード（ETCカード除く）                 |
| 2014年11月 | プリウス         | ハイエース                    | ランドクルーザー     | アクア                  | セルシオ                | バッグ類                           | 外装部品（バンパー・ドアミラー等） | タイヤ・ホイール                   | カーナビ                           | 金銭・カード（ETCカード除く）                 |
| 2015年11月 | プリウス         | ハイエース                    | ランドクルーザー     | アクア                  | クラウン                | 外装部品（バンパー・ドアミラー等） | カーナビ                           | バッグ類                           | 金銭・カード（ETCカード除く）      | スポーツ用品(ゴルフバッグ等)                  |
| 2016年11月 | プリウス         | ハイエース                    | ランドクルーザー     | アクア                  | レクサス                | バッグ類                           | 外装部品（バンパー・ドアミラー等） | タイヤ・ホイール                   | 金銭・カード（ETCカード除く）      | カーナビ                                      |
| 2017年11月 | プリウス         | ランドクルーザー              | ハイエース           | レクサス                | スカイライン            | カーナビ                           | スポーツ用品(ゴルフバッグ等)       | バッグ類                           | 金銭・カード（ETCカード除く）      | タイヤ・ホイール                              |
| 2018年11月 | レクサス         | プリウス                      | ランドクルーザー     | ハイエース              | アクア                  | 外装部品（バンパー・ドアミラー等） | スポーツ用品(ゴルフバッグ等)       | バッグ類                           | 金銭・カード（ETCカード除く）      | カーナビ                                      |
| 2019年     | プリウス         | ランドクルーザー              | ハイエース           | クラウン                | レクサスLS              | バッグ・財布類                     | カード・有価証券                   | ナンバープレート                   | 運転免許証                         | 建設機械                                      |
| 2020年     | プリウス         | ランドクルーザー              | レクサス（LX）       | クラウン                | アルファード            | バッグ・財布類                     | カード・有価証券                   | ナンバープレート                   | 運転免許証                         | 携帯電話                                      |
| 2021年     | ランドクルーザー | プリウス                      | レクサス（LX）       | アルファード            | クラウン                | バッグ・財布類                     | カード・有価証券                   | ナンバープレート                   | 運転免許証                         | 携帯電話                                      |
| 2022年     | ランドクルーザー | プリウス                      | アルファード         | レクサス（LX）          | レクサス（RX）          | バッグ・財布類                     | カード・有価証券                   | ナンバープレート                   | 運転免許証                         | 携帯電話                                      |
| 2023年     | ランドクルーザー | アルファード                  | プリウス             | レクサス（LX）          | ハイエース              | バッグ・財布類                     | カード・有価証券                   | ナンバープレート                   | 運転免許証                         | 携帯電話                                      |
| 2024年     | ランドクルーザー | アルファード                  | プリウス             | レクサス（LX）          | レクサス（RX）          | ---                                | ---                                | ---                                | ---                                | ---                                           |

## 米国における自動車盗

### 統計
連邦捜査局の公表資料によると、2020年の自動車盗の件数はミシガン州で18,385件、オハイオ州で20,077件だった。

### 対策
以下のような対策が有効とされている。
- 短時間でも自動車から離れるときは鍵をかけ、給油時は鍵を抜く[17]。
- 管理人や警備員が配置され、照明設備のある駐車場を利用する[17]。
- 利用者の多い駐車場を利用し、大型車の間などの死角となる場所への駐車を避ける[17]。
- 盗難防止装置の付いた自動車を選択する[17]。
- 盗難時に判別できるよう自動車には目印を付け車台番号を控えておく[17]。

### Hot Wheels
全米保険犯罪局（NICB：National Insurance Crime Bureau）は、毎年、最も盗難被害にあった車のランキング｢Hot Wheels｣を発表している。これは警察から全米犯罪情報センター（National Crime Information Center）に報告された盗難データをNICBが分析したものである。
2019年の全米保険犯罪局（NICB）の分析では次のような調査結果となった。
1. Fシリーズ（フォード）3万8938台
2. シビック（ホンダ）3万3220台
3. シルバラード（シボレー）3万2583台
4. アコード（ホンダ）3万745台
5. カムリ（トヨタ）1万5656台
6. アルティマ（日産）1万3355台
7. カローラ（トヨタ）1万2137台
8. ラム（ダッジ）1万1292台
9. シエラ（GMC）1万1164台
10. CR-V（ホンダ）1万94台